# Meedhoo (Dhaalu-atol)
Meedhoo is een van de bewoonde eilanden van het Dhaalu-atol behorende tot de Maldiven.

## Demografie
Meedhoo telt (stand maart 2007) 528 vrouwen en 635 mannen.